# Glenns Ferry
La ville américaine de Glenns Ferry est située dans le comté d'Elmore, dans l’État de l'Idaho.

## Démographie
| 1890 | 1910 | 1920  | 1930  | 1940  | 1950  |
| ---- | ---- | ----- | ----- | ----- | ----- |
| 333  | 800  | 1 243 | 1 414 | 1 290 | 1 515 |

| 1960  | 1970  | 1980  | 1990  | 2000  | 2010  |
| ----- | ----- | ----- | ----- | ----- | ----- |
| 1 374 | 1 386 | 1 374 | 1 304 | 1 611 | 1 319 |

Sa population s’élevait à 1 319 habitants lors du recensement de 2010.

## Source
- (en) Cet article est partiellement ou en totalité issu de l’article de Wikipédia en anglais intitulé « Glenns Ferry, Idaho » (voir la liste des auteurs).